# エーリヒ・アウエルバッハ
エーリヒ・アウエルバッハ（Erich Auerbach, 1892年11月9日 - 1957年10月13日）は、ドイツ出身の文献学者、比較文学研究者、文芸評論家である。彼の最もよく知られている著作である『ミメーシス』は、古代から現代までのヨーロッパ文学における表現の歴史をテーマとしている。

## 生涯
ベルリンにユダヤ人として生まれ、ハイデルベルクで法律を学ぶ。第一次世界大戦に戦闘員として参加した後、グライフスヴァルト大学のロマンス語文学科に在籍。ドイツ文献学の伝統のなかで学び、1921年に博士号を得て、1929年にマールブルク大学文献学部のメンバーになる。そこで発表した研究は、後に『世俗詩人ダンテ』という題名で出版され、レオ・シュピッツァーと共に著名な学者となった。この時期、ジャンバッティスタ・ヴィーコの『新しき学』の翻訳を行なっている。
だがナチズムの台頭によって、ドイツから追放され、移住したイスタンブールでトルコ国立大学（のちイスタンブール大学）のロマンス語教授となる。第二次世界大戦の最中の1944年に、論考集『新ダンテ研究』をまとめ、比喩形象論を提示する。代表作で最も読まれている『ミメーシス ヨーロッパ文学における現実描写』も、イスタンブール時代に大半を執筆した。『ミメーシス』の執筆にあたっては、ヨーロッパが再び一つになる願いを意識していたと述べている。
1947年にアメリカ合衆国へ渡り、ペンシルベニア州立大学で教職に就いた後、プリンストン高等研究所で働いた。1950年にイェール大学のロマンス語文献学の教授に就任、1957年に没するまでその職に留まる。イェール大学で学位を取得したフレドリック・ジェイムソンの指導教官でもあった。

## 研究・思想

### 比喩形象論
アウエルバッハは、比喩形象(フィグラ、figura)という表現をキーワードとし、古典古代末期および中世キリスト教の現実感を比喩形象的(figural)と呼んだ。figuraという語は、ラテン語のfiguram implere（＝表象を満たす）に由来する。
比喩形象的解釈とは、甲乙2つの事件あるいは人物の関係を定め、甲はそれ自身だけでなく乙も意味し、また乙は甲を包含する解釈である。1つの比喩形象である甲乙は時間的には離れているが、両者とも現実の事件や人物として存在する。たとえば、眠っているアダムの肋骨からエヴァを創造した事件は、イエス・キリストが脇腹を刺されて死の眠りについた事件（キリストの磔刑）の比喩形象として解釈される。前者において後者がすでに告知されており、後者が前者を充足する。キリスト教は、その相互関係の理解、精神の洞察のみが精神的活動であるとした。
これにより、時間的にも因果関係からも無関係な事件が関係づけられて統一される。また、非合理な解釈を納得しうるものとする。古典古代の文章は、豊かな接続語、精密な従属構造や分詞構文をもっていたが、それらはラテン語訳の聖書には引き継がれず、並列構造に富み接続語が少ない内容となった。やがてローマ帝国の滅亡により文字言語が衰微すると、ヨーロッパには比喩形象の解釈が残ったとする。
比喩形象を効果的に用いた作家として、アウエルバッハはアウグスティヌスやダンテをあげている。彼らは、聖書の内容に比喩形象による調和を与えることに貢献した。またアウエルバッハが比喩形象論を構築したのはダンテの研究を通してであり、その成果は『ミメーシス』に用いられている。

### 『ミメーシス』での方法論
『ミメーシス』では、ホメロスからヴァージニア・ウルフにいたるまでその作品の文体が分析されている。アウエルバッハは、主に3つの観念にもとづいて分析を行なった。
1. 19世紀フランスのリアリズムが、古典古代から続いてきた文学的描写の様式水準の高低の常識から訣別した。
2. 16-17世紀において、ロマン主義者とリアリストを隔てる壁が築かれた。この壁は、古典古代文学の厳格な模倣を目指す人々によって築かれた。
3. 古典古代末期や中世のキリスト教的な作品の現実感は、近代リアリズムとは全く異質なものであり、比喩形象的である。

## 評価と影響
エドワード・サイードは、自著『オリエンタリズム』においてアウエルバッハを肯定的に取り上げ、オリエンタリストと対比した。また、『ミメーシス』の2003年版では序文を書いており、アウエルバッハの研究をヴィーコの伝統を受け継いだものとして評価している。

## 著作（日本語訳）
- 『ミメーシス－ヨーロッパ文学における現実描写』（上・下）
篠田一士・川村二郎訳、筑摩書房〈筑摩叢書〉、1967-69年、新装版1985年
ちくま学芸文庫、1994年、復刊2022年。新版原書の序文はエドワード・サイード
- 『世俗詩人ダンテ』 小竹澄栄訳、みすず書房、1993年
- 『世界文学の文献学』 高木昌史、岡部仁、松田治訳、みすず書房、1998年
- 『ロマンス語学・文学散歩』 谷口伊兵衛訳、而立書房、2007年
- 『中世の言語と読者－ラテン語から民衆語へ』 小竹澄栄訳、八坂書房、2006年、新装版2020年
- 『文学と戦争　ヨーロッパの歴史と文化をめぐる亡命者の思索（1938-1947）』 クリスティアン・リヴォレッティ編、高田康成・竹峰義和訳、法政大学出版局〈叢書・ウニベルシタス〉、2025年6月